# Astara (Iran)
Astara (pers. ‏آستارا‎) – miasto w północnym Iranie w ostanie Gilan, nad Morzem Kaspijskim. W 2006 roku liczyło około 40 tys. mieszkańców. Znajduje się przy granicy z Azerbejdżanem, a po drugiej stronie granicy leży Astara.